# Бёзелагер, Георг фон
Георг фрайхерр фон Бёзелагер (нем. Georg Freiherr von Boeselager; 25 августа 1915—27 августа 1944) — немецкий офицер во Второй мировой войне, полковник (посмертно), кавалер Рыцарского креста с Дубовыми листьями и Мечами. Считается одним из участников заговора с целью убийства Гитлера 20 июля 1944 года.

## Начало военной карьеры
Поступил на военную службу в 1934 году, фанен-юнкером (кандидат в офицеры) в кавалерийский полк. С апреля 1936 года — лейтенант, с марта 1939 года — старший лейтенант. В конце августа 1939 года переведён в разведбатальон 6-й пехотной дивизии.

## Вторая мировая война
Участвовал в Польской кампании, получил Железный крест 2-й степени.
С декабря 1939 года — командир эскадрона в разведбатальоне, за участие во Французской кампании награждён Железным крестом 1-й степени и, позднее (в январе 1941) — Рыцарским крестом.
С 22 июня 1941 года участвовал в германо-советской войне. С июля 1941 года — в звании ротмистра (Rittmeister, соответствует званию капитана). За бои в районе Ржева в декабре 1941 награждён Дубовыми листьями (№ 53) к Рыцарскому кресту.
С января 1942 — преподаватель тактики в училище мобильных войск (предполагается, что в это время он вошёл в контакт с заговорщиками), с августа 1942 года — преподаватель тактики в румынском кавалерийском училище.
В феврале 1943 назначен командиром кавалерийского отряда «фон Бёзелагер» (нем. Reiterverbandes von Boeselager), затем развёрнутый в кавалерийский полк «Центр». С апреля 1943 года — в звании майора.
Летом 1943 года полк воевал в районе Орла. В боях на оборонительной позиции «Пантера» в октябре 1943 года фон Бёзелагер был ранен. В декабре 1943 года — произведён в звание подполковника.
27 августа 1944 года подполковник фон Бёзелагер погиб в бою на Наревском плацдарме. Посмертно он был награждён Мечами (№ 114) к Рыцарскому кресту с Дубовыми листьями и произведён в звание полковника.

## Награды
- Железный крест 2-го класса (1939)
- Железный крест 1-го класса (13 июня 1940)
- Рыцарский крест Железного креста
  - Рыцарский крест (18 января 1941)
  - Дубовые Листья (№ 53) (31 декабря 1941)
  - Мечи (№ 114) (28 ноября 1944) (посмертно)
- Знак за ранение (в серебре)
- Медаль «За зимнюю кампанию на Востоке 1941/42»
- Знак «За атаку»
- Упоминался в «Вермахтберихт»